# Schinui
Der Schinui (hebräisch מִפְלֶגֶת שִׁנּוּי Mifleget Schinnūj, deutsch ‚Partei des Wandels‘ bzw. ‚der Veränderung‘) ist eine zionistische, säkulare und liberale Partei in Israel. Bis 2009 war sie Mitglied der Liberalen Internationale.

## Geschichte

### Anfänge
Der Schinnui wurde 1974 noch unter dem Eindruck des Jom-Kippur-Krieges auf Initiative des Tel Aviver Juraprofessors Amnon Rubinstein gegründet. Sie hatte zunächst den Charakter einer Bürgerinitiative und war die erste basisdemokratisch verfasste Partei Israels. Wichtige Entscheidungen wurden von den Mitgliedern durch Urwahlen und -abstimmungen getroffen. Zur Parlamentswahl 1977 schloss sich Schinnui mit der „Demokratischen Bewegung“ von Jiggaʾel Jadin zur Demokratische Bewegung für Veränderung (DaSch) zusammen. 87 Prozent der damals 1500 Schinnui-Mitglieder stimmten für die Fusion. DaSch wurde bei der Wahl mit 11,6 % der Stimmen und 15 der 120 Sitze in der Knesset drittstärkste Kraft. Anschließend wurde sie Teil der Likud-geführten Mitte-rechts-Regierung von Menachem Begin.
Die Koalition mit rechten und religiösen Parteien war, vor allem bei den vormaligen Schinnui-Mitgliedern, sehr umstritten, die sich zudem vom Vorsitzenden Jadin übergangen fühlten und den Verlust basisdemokratischer Prinzipien beklagten. Weiteren Konfliktstoff boten die Friedensgespräche mit Ägypten: Während sich der Schinnui-Flügel (sowie die Gruppe des Verkehrs- und Kommunikationsministers Meʾir Amit) für stärkere Zugeständnisse gegenüber der ägyptischen Seite aussprachen, verteidigte der Vizepremier Jiggaʾel Jadin die härtere Verhandlungslinie des Ministerpräsidenten Begin. So kam es bereits im August 1978 zur faktischen Spaltung der DaSch. Am 14. September 1978 bildete der Schinnui, verstärkt um die Amit-Gruppe, eine eigene Fraktion mit sieben Abgeordneten. Diese nannte sich zunächst „Bewegung für Veränderung und Initiative“ (Schai) und ging in die Opposition. Nachdem Amit und David Golomb zur Arbeitspartei zurückgekehrt waren, benannte sie sich in „Schinnui – Zentrumspartei“ um.
Bei den Wahlen 1981 trat der Schinnui allein an und erhielt nur noch 1,5 % der Stimmen und zwei Sitze. Dieses Niveau behielt er auch 1984. Anschließend trat der Schinnui der „Regierung der nationalen Einheit“ unter Schimʿon Peres und Jitzchak Schamir bei – Amnon Rubinstein wurde Kommunikationsminister – zog sich aber im Mai 1987 aus dieser zurück. Bei der Parlamentswahl 1988 erhielt der Schinnui abermals zwei Sitze und blieb in der Opposition.

### Wahlbündnis Meretz
1992 schloss sich der Schinnui mit Mapam und der Bürgerrechtsbewegung Ratz zum Parteienbündnis Meretz zusammen. Meretz konnte in der Wahl am 23. Juni 1992 mit 9,6 % der Stimmen und 12 Sitzen zur dritten Kraft hinter ʿAvoda und Likud aufsteigen. Anschließend beteiligte sich Meretz an den Mitte-links-Regierungen von Jitzchak Rabin und Schimʿon Peres. 1996 beschlossen Mapam, Ratz und Schinnui, ihr Bündnis in eine einheitliche Partei umzuformen. Der Schinnui-Vorsitzende Amnon Rubinstein warb für die Fusion, aber eine Mehrheit der Parteimitglieder stand der sozialdemokratischen Ausrichtung der Meretz-Partei kritisch gegenüber.

### Ära Poraz/Lapid
Während Rubinstein bei Meretz blieb, spaltete sich 1997 wieder ein eigenständiger Schinnui unter Führung von Avraham Poraz ab. Er gab sich ein liberales Profil, sowohl in der Wirtschaftspolitik als auch in religiösen Grundsatzfragen. 1999 übergab Poraz den Parteivorsitz an den TV-Journalisten Josef „Tommy“ Lapid. In der darauffolgenden Wahl zur 15. Knesset am 17. Mai 1999 konnte der Schinnui sechs Mandate erzielen.

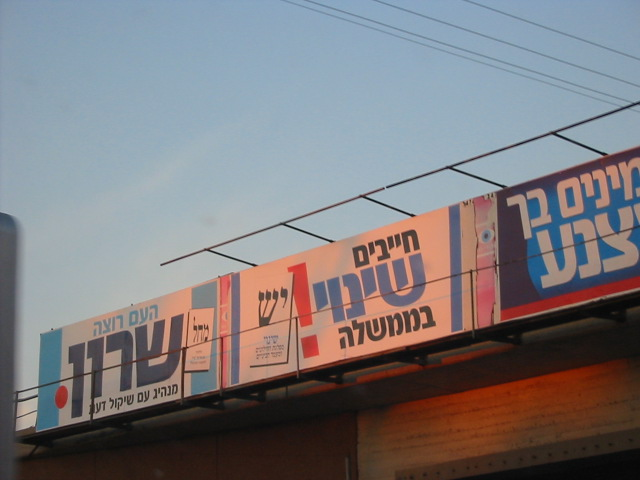
Schinnui-Plakat (Mitte) zur Wahl 2003

Bei der Parlamentswahl 2003 stieg sie sogar zur drittstärksten Partei mit 12,3 % der Stimmen und 15 von 120 Sitzen auf und trat in die Mitte-rechts-Regierung von Ariel Scharon ein. Lapid wurde Vize-Regierungschef und Justizminister, Avraham Poraz Innenminister, Jehudit Naot Umweltministerin, Josef Paritzky Infrastrukturminister und Eliʿezer Sandberg Wissenschaftsminister. Der Schinnui unterstützte Scharons Abzugsplan aus Gaza – auch später aus der Opposition heraus – und war treibender Motor hinter einer recht erfolgreichen liberalen Wirtschaftspolitik. Im Dezember 2004 zerbrach die Koalition mit Scharons Likud an Differenzen über den Haushalt. Der Schinnui wollte Zahlungen von mehreren Millionen Euro an orthodox-religiöse Organisationen nicht mittragen und stimmte in erster Lesung gegen den Haushaltsentwurf der Regierung. Scharon entließ daraufhin am 4. Dezember 2004 die Schinnui-Minister.

### Niedergang
Poraz, Stellvertreter von Lapid im Parteivorsitz, verlor 2006 überraschend das Rennen um die Spitzenkandidatur 2006 gegen Ron Levintal. Als Reaktion verließen Poraz, Lapid und neun weitere Abgeordnete die Partei und bildeten am 26. Januar 2006 die Säkulare Fraktion. Bereits kurz darauf spalteten Hemi Doron und Eliʿezer Sandberg die neue Partei Nationales Heim 
(hebräisch הַבַּיִת הַלְּאמִּי HaBajit haLəʾummī) ab. Die Säkulare Fraktion sammelte sich in der radikalliberal-säkularen Partei Chetz (Pfeil, HaMiflaga haChillonit-Zionit – Säkular-Zionistische Partei).
Ein weiterer Schlag für den Schinnui war die Gründung der liberalen Qadima, die ihr Wähler der politischen Mitte entzog. Infolgedessen erhielt der Schinnui bei der Wahl am 28. März 2006 nur noch 0,15 % der Stimmen, scheiterte also deutlich an der Zwei-Prozent-Hürde. 2009 trat sie nicht zur Wahl an.

## Vorsitzende
- 1974–1996 Amnon Rubinstein
- 1997–1999 Avraham Poraz
- 1999–2006 Josef Lapid
- 2006–0000 Ron Levintal